# Bernardo Soto Alfaro
Ramón Bernardo Soto Alfaro, né le 12 février 1854 à Alajuela et mort le 28 janvier 1931 à San José, est un homme d'État costaricien. Il fut le 15e président du Costa Rica, du 12 mars 1885 au 8 mai 1886.